# Baldevins bryllup
Baldevins bryllup er en norsk-svensk stumfilm i sort-hvid fra 1926 efter et skuespil med samme navn af Vilhelm Krag.
Filmen var instrueret af George Schnéevoigt efter et manuskript, han og Alf Rød havde skrevet.
Filmen fortæller på en humoristisk måde om, hvordan skipperen Simen Sørensen klarer at få sin gamle ven Baldevin Jonassen gift med nabokonen, madam Salvesen, og filmen varer i 126 minutter.

## Medvirkende
- Einar Sissener - Baldevin Jonassen
- Victor Bernau - Simen Sørensen
- Johanne Voss - Ollevine
- Betzy Holter - Madam Ollevine Sørensen
- Jens Holstad - Hoppe, tømrer
- Nicolai Johannsen - Braa, skipper
- Hilda Fredriksen - Homfru Bertelsen
- Sverre Arnesen - Müller
- Amund Rydland - Sølvtøjstyv
- Karl Holter - Slagter
- Ernst Albert - Krovært